# Dolorès Laga
Dolorès Laga, née le 4 octobre 1930 à Ayora et morte le 21 août 2017 à Anderlecht, est une danseuse belge.
Danseuse de premier plan au Théâtre de la Monnaie et au Ballet du XXe siècle, elle est l'épouse du comédien belge Jean-Pierre Loriot.

## Biographie
Élève de Raymond Heux, Dolorès Laga fut engagée comme 2e coryphée au Théâtre de la Monnaie pour la saison 1949-1950 et devint première danseuse dès la saison suivante, gardant ce grade jusqu'à la formation, lors de la saison 1960-1961, du Ballet du XXe siècle où elle fut nommée soliste au même titre que sa rivale Andrée Marlière et que les meilleures danseuses de la troupe.
De petite taille, d'un caractère affirmé, Dolorès Laga possédait une technique de virtuose. Ses rôles les plus marquants furent :
- la Dame de pique dans Jeux de cartes, 8/11/1960, chorégraphie de Janine Charrat ;
- Olympia dans Les Contes d'Hoffmann, 22/12/1961, mise en scène de Maurice Béjart ;
- le rôle féminin dans Études, 16/2/1961, chorégraphie de Maurice Béjart ;
- Mab dans Roméo et Juliette, 17/11/1966, chorégraphie de Maurice Béjart ;
- les ronds de jambe dans L'Art de la barre, 1966, chorégraphie de Maurice Béjart ;
- Aurore dans Ni fleurs, ni couronnes, 30/3/1968, chorégraphie de Maurice Béjart.

À partir de la saison 1966-1967, tout en gardant sa place de soliste, elle a donné cours au Conservatoire de la danse (l'école de danse du Théâtre de la Monnaie, rue de la Fourche) ; à partir de 1968-1969, elle n'exerce plus que comme professeur dans cette même école dont elle finit par assumer la direction. Elle enseigne ensuite à l'École Mudra.
Dolorès Laga s'est produite en artiste invitée dans d'autres compagnies et a réglé différentes chorégraphies notamment pour La Jument du roi de Jean Canolle au Théâtre royal des Galeries.
Sa classe au Conservatoire de la danse a servi de modèle à Marcel Marlier, illustrateur de Martine petit rat de l'opéra en 1972.

## Sources
- Jules Salès, Théâtre royal de la Monnaie. 1856-1970. Précédé d'un résumé historique de 1700 à 1855, Havaux, Nivelles, 1971, 462 p., notamment p. 293, 302, 361.